# Gàlag de Grant
El gàlag de Grant (Paragalago granti) és una espècie de primat de la família dels galàgids. Es troba a Malawi, Moçambic, Tanzània i Zimbàbue, i el seu hàbitat natural són els boscos secs subtropicals o tropicals.